# Taxigramma
Taxigramma is een vliegengeslacht uit de familie van de dambordvliegen (Sarcophagidae).

## Soorten
- T. elegantula (Zetterstedt, 1844)
- T. heteroneura (Meigen, 1830)
- T. hilarella (Zetterstedt, 1844)
- T. multipunctata (Róndani, 1859)
- T. pluriseta (Pandellé, 1895)
- T. stictica (Meigen, 1830)